# Дандилло, Кваме
Кваме Дандилло (нидерл. Kwame Dandillo, настоящее имя — Джордж Хамфри Нельсон Поланен (нидерл. George Humphrey Nelson (Pieter) Polanen), 9 мая 1922 — 6 сентября 1970) — суринамский поэт, писатель, общественный деятель и революционер.

## Биография
Родился 9 мая 1942 года в Парамарибо. Работал гражданским служащим на таможне. Присоединился к организации «Наше дело» (сранан-тонго Wie Eegie Sanie) из-за чего был уволен «за участие в подрывной деятельности». Выступал против войны в Корее. 14 апреля 1959 года участвовал в неудачном нападении на Йохана Пенгеля.
Опубликовал несколько сборников стихотворений, в том числе «Красный боец» (сранан-тонго Reti feti, 1962) и «Палито» (нидерл. Palito, 1970; в Нидерландах опубликован в 1973 году — название отсылает к головному убору суринамских креолов).
Его старший брат Дези Поланен был послом Суринама в Нидерландах с 1970 по 1974 год.